# نینت
نینِـت (به اسپانیایی: Ninette) یک فیلم کمدی اسپانیایی به کارگردانی خوزه لوئیس گارسی است که در سال ۲۰۰۵ میلادی منتشر شد.

## توضیحات
نینِـت سانچس (السا پاتاکی) یک فرد باهوش، جذاب، و خودمحور است و از جمهوری‌خواهان پاریسی است. او در «مرکز خرید لافایت» کار می‌کند.